# 金珠柳
金珠柳（学名：Maesa montana）为紫金牛科杜茎山属下的一个种。

## 扩展阅读
- 維基物種上的相關：金珠柳